# Gigi Marzullo
Luigi Marzullo, detto Gigi (Avellino, 25 luglio 1953), è un giornalista, conduttore televisivo e personaggio televisivo italiano.

## Biografia

### Formazione
Ha compiuto le prime esperienze nella redazione di Il Mattino diventando quindi giornalista professionista. Nel 1993 si è laureato in Medicina e Chirurgia presso l'Università degli Studi di Pisa.

### Carriera televisiva
Entrato in Rai su diretta segnalazione del corregionale Ciriaco De Mita, ha esordito in televisione nel 1983 con Forte Fortissimo TV Top, un programma di Rai 1 su testi di Marco Di Tillo e Annabella Cerliani. Nel 1986 ha condotto il programma Italia mia al fianco di Sammy Barbot, affidatogli da Biagio Agnes. L'anno seguente ha presentato Il mondo è tuo insieme a Giulia Fossà.
Dopo varie esperienze televisive (fra cui, nel 1988, anche Microfono d'argento, una serata di gala televisiva insieme a Gabriella Carlucci), diventa conduttore dal 1989 al 1993 di Mezzanotte e dintorni, programma notturno di Rai 1 in cui sottoponeva domande pungenti e molto personali a numerosi personaggi famosi; nel 1994 gli è stato affidato anche un programma il cui titolo ricalcava quello del suo programma notturno, Mezzogiorno e dintorni, che però non ha ottenuto i risultati di share sperati e per questo è stato chiuso velocemente. Altri suoi programmi di questo periodo sono Uno più uno e L'asino d'oro.
Dal 1994 scrive e conduce il talk show notturno Sottovoce e le sue varianti: Settenote - Musica e musiche (giovedì) su musica e cantanti, Cinematografo (venerdì) su cinema e relativi festival (Roma, Venezia, Cannes), Milleeunlibro - Scrittori in TV (sabato) su libri e scrittori, Applausi (domenica) sul teatro, e infine L'appuntamento - libri in TV, sui libri, in onda anche questo di domenica in terza serata su Rai 1.
È stato il responsabile della struttura Notte di Rai 1 dal 14 maggio 2013, quando viene nominato dal direttore generale Rai Luigi Gubitosi capostruttura cultura della prima rete aziendale. Nel 2017 interpreta se stesso nella serie TV di Sky 1993.
Nella stagione 1999-2001 è stato spesso ospite all'interno di Quelli che... il calcio. Nel 2020, nonostante sia andato in pensione, continua a condurre i suoi programmi grazie a un contratto come collaboratore esterno.

## Vita privata
Marzullo è piuttosto riservato nella vita privata.
Era fratello di Enzo Maria Marzullo, giornalista e critico d'arte laureato in Lettere all'Università di Salerno, ritrovato morto nel 2003 nella dimora materna a Roma, all'età di 42 anni.
Gigi Marzullo ha il terrore della morte. In una puntata di Verissimo ha dichiarato: “Temo di morire, di addormentarmi e non svegliarmi più. La morte è un’ingiustizia”.

### Problemi di salute
Nell'agosto 2019 viene operato d'urgenza per un'ernia addominale. Tempo prima aveva subito un'operazione di riduzione della prostata nonostante abbia tenuto per 40 giorni il catetere allo scopo di evitare l'intervento. Ha anche uno stent.

### Vita sentimentale
Nel 2018 ha sposato Antonella De Iuliis (1958), conosciuta a fine anni '90 e dopo 20 anni insieme. Antonella ha un figlio da una precedente relazione, mentre la coppia non ha figli. In un'intervista, Marzullo ha dichiarato: “Mi sono molto dedicato al lavoro e non ci ho mai pensato. Poi ho sposato una donna che ha un figlio e quindi un figlio c’è. Io sono sicuro che nella vita bisogna accettare quello che la vita ti regala” senza rimpianti di non aver avuto figli biologici, dato che ha avuto in compenso un figlio acquisito.
Prima di questo matrimonio, era definito lo scapolo d'oro di Rai Uno, e ha avuto un unico flirt in precedenza, quello con l'attrice francese Delphine Forest.
Da un'intervista di Teleradio-News, Marzullo ha dichiarato che:
- sarebbe dovuto diventare medico e, secondo sua madre, fidanzarsi prima e sposarsi poi, sempre ad Avellino;
- i suoi genitori gli presentavano delle donne che potevano fidanzarsi con lui, che però non appartenevano al suo modo di essere;
- al quarto ginnasio, a causa dello sbandamento dovuto al fatto che Marzullo ha cominciato a frequentare alunne, venne rimandato in latino e greco.

## Televisione
- 10 foto una storia (Rete 1, 1982; Rai 1, 1983)
- Forte Fortissimo TV Top (Rai 1, 1983-1984)
- America, Americhe (Rai 1, 1984)
- Italia mia (Rai 1, 1985-1986)
- Il mondo è tuo (Rai 1, 1987)
- Tamburi, Bit, Messaggi (Rai 1, 1987)
- Ieri, Goggi e domani (Rai 1, 1987-1988)
- Palinuro - MitoFestival (Rai 1, 1988)
- Microfono d'argento (Rai 1, 1988)
- Palcoscenico Italia (Rai 1, 1988)
- Le stelle dell'Orsa (Rai 1, 1988)
- Portomatto (Rai 1, 1988)
- Sotto l'albero (Rai 1, 1988)
- Palazzi - Dietro la facciata (Rai 1, 1988)
- Per fare mezzanotte (Rai 1, 1988-1989)
- Dopo mezzanotte (Rai 1, 1989)
- Festival di Sanremo (Rai 1, 1989) – inviato
- Mezzanotte e dintorni (Rai 1, 1989-1993)
- Aspettando Natale (Rai 1, 1989)
- Maratea e dintorni (Rai 1, 1990)
- Mezzogiorno e dintorni (Rai 1, 1994)
- Uno più uno (Rai 1, 1994)
- Uno più uno ancora... (Rai 1, 1994)
- L'asino d'oro (Rai 1, 1994-1995)
- Sottovoce (Rai 1, dal 1994)
- Cinematografo (Rai 1,  2004-2025)
- Applausi (Rai 1,  2004-2025)
- Testimoni e Protagonisti (Rai 1,  2010-2025)
- Milleeunlibro - Scrittori in TV (Rai 1,  2013-2025)
- Settenote - Musica, musiche... e parole (Rai 1, 2014-2020)
- Techetechete' (Rai 1, 2015) Puntata 50
- Che tempo che fa (Rai 3, 2015-2017, 2020-2023; Rai 1, 2017-2019; Rai 2, 2019-2020) ospite fisso
- Social house (Rai 4, 2017)
- Che tempo che farà (Rai 2, 2019-2020) inviato
- Oggi è un altro giorno (Rai 1, 2021-2023) ospite ricorrente
- Dedicato (Rai 1, 2021-2022) ospite fisso
- Unomattina Estate (Rai 1, 2023)
- Estate in diretta (Rai 1, 2024)
- Serenight (Rai 1, 2025) ospite fisso

## Radio
- Serendipity (Rai Radio 2, 2021)

## Filmografia

### Cinema
- Body Guards - Guardie del corpo, regia di Neri Parenti (2000)
- Matrimonio alle Bahamas, regia di Claudio Risi (2007)

### Televisione
- Un inviato molto speciale – serie TV, episodio 1x02 (1992)
- Un medico in famiglia – serie TV, episodio 1x41 (1998)
- 1993 – serie TV, episodio 1x01 (2017)
- Don Matteo – serie TV, episodio 13x08 (2022)

## Pubblicazioni
- Mezzanotte e... dintorni. [44 personaggi nel salotto meno segreto della Rai. Per voi le loro confessioni], Torino, Nuova ERI, 1990. ISBN 88-397-0605-4.
- I sogni di mezzanotte e dintorni, Torino, ERI, 1991. ISBN 88-397-0694-1.
- Le notti blu di Sottovoce. Incontri con venti testimoni del nostro tempo, Roma, RAI-ERI, 1997. ISBN 88-397-0993-2.
- Stelle di notte. Ventidue donne si raccontano Sottovoce, Roma-Venezia, RAI-ERI-Marsilio, 1998. ISBN 88-317-6985-5.
- Bellidinotte. Guerrieri moderni & cavalieri d'altri tempi, Napoli-Roma, A. Guida-RAI-ERI, 1999. ISBN 88-7188-304-7.
- Il marzulliere, Milano, Sperling & Kupfer, 2002. ISBN 88-200-3346-1

## Riconoscimenti
Nel 2007 gli è stato assegnato il Premio Cimitile, sezione Giornalismo Antonio Ravel. Nel 2008 ha ricevuto il Premio Città dei Cavalieri di Malta.

## Riferimenti nella cultura di massa
- Nella sua carriera è stato oggetto di alcune imitazioni televisive. Il suo imitatore più famoso è Maurizio Crozza che ha proposto il personaggio di Marzullo nei suoi programmi Crozza Italia, Crozza Alive e Italialand in onda su LA7.
- Famosa la sua frase ricorrente, ormai diventata un cult: «Si faccia una domanda e si dia una risposta».
- Viene citato nel monologo Secondo me gli italiani di Giorgio Gaber e nelle canzoni Telecomando degli Otto Ohm e Buonanotte Italia di J-Ax.
- Il personaggio di Marzull-bot nell'episodio Lei...Bender della quarta stagione della serie TV Futurama è ispirato a Marzullo nel doppiaggio italiano (in originale era analogamente ispirato a un conduttore statunitense di talk show notturni).